# Casapulla
Casapulla là một đô thị ở tỉnh Caserta trong vùng Campania của Ý, có vị trí cách khoảng 25 km về phía bắc của Napoli và khoảng 4 km về phía tây của Caserta. Tại thời điểm ngày 31 tháng 12 năm 2004, đô thị này có dân số 8.339 người và diện tích là 2,9 km².
Casapulla giáp các đô thị: Casagiove, Curti, Macerata Campania, Recale, San Prisco.
Casapulla's portal link